# قطعنامه ۱۰۷۲ شورای امنیت
قطعنامه ۱۰۷۲ شورای امنیت سازمان ملل متحد که در تاریخ ۳۰ اوت ۱۹۹۶ تصویب شد، سندی بین‌المللی دربارهٔ بررسی وضعیت در بوروندی است. این قطعنامه طی نشست ۳۶۹۵ام با ۱۵ رای موافق، ۰ مخالف و ۰ ممتنع تصویب شد.